# 南烏拉爾斯克
54°27′N 61°15′E / 54.45°N 61.25°E
南烏拉爾斯克（俄语：Южноура́льск）是俄羅斯車里雅賓斯克州中部的一個城市。2002年人口39,275人。
南烏拉爾斯克於1948年建城。1963年2月1日正式設市。